# Трабен-Трарбах
Трабен-Трарбах (нім. Traben-Trarbach) — місто в Німеччині, розташоване в землі Рейнланд-Пфальц. Входить до складу району Бернкастель-Віттліх. Центр об'єднання громад Трабен-Трарбах.
Площа — 31,35 км2. Населення становить 5554 ос. (станом на 31 грудня 2020).

## Галерея

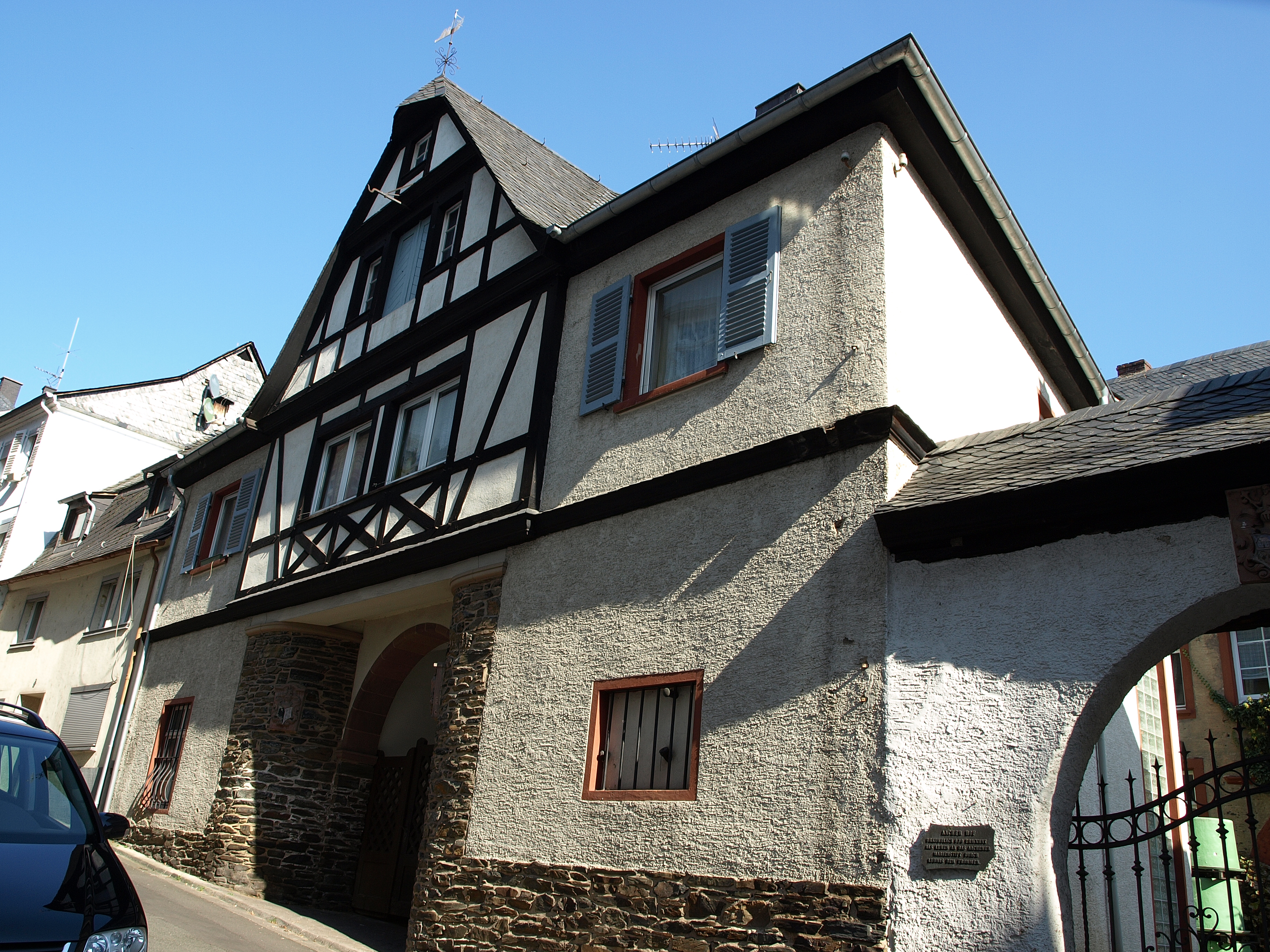
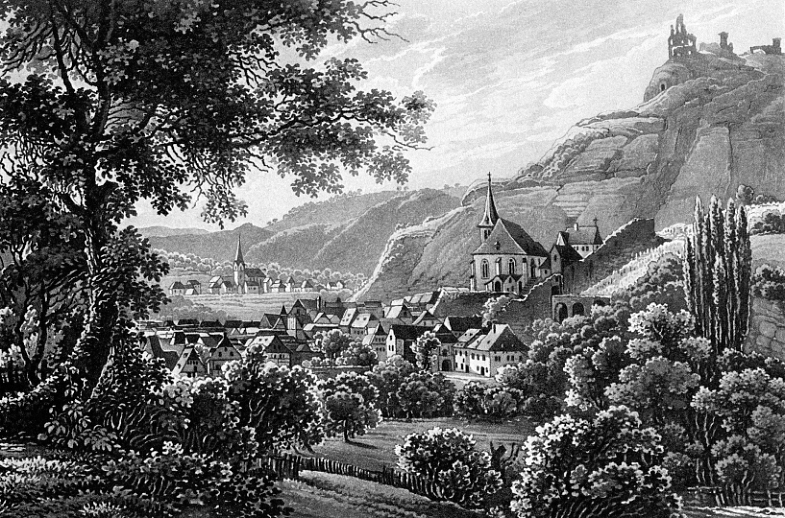
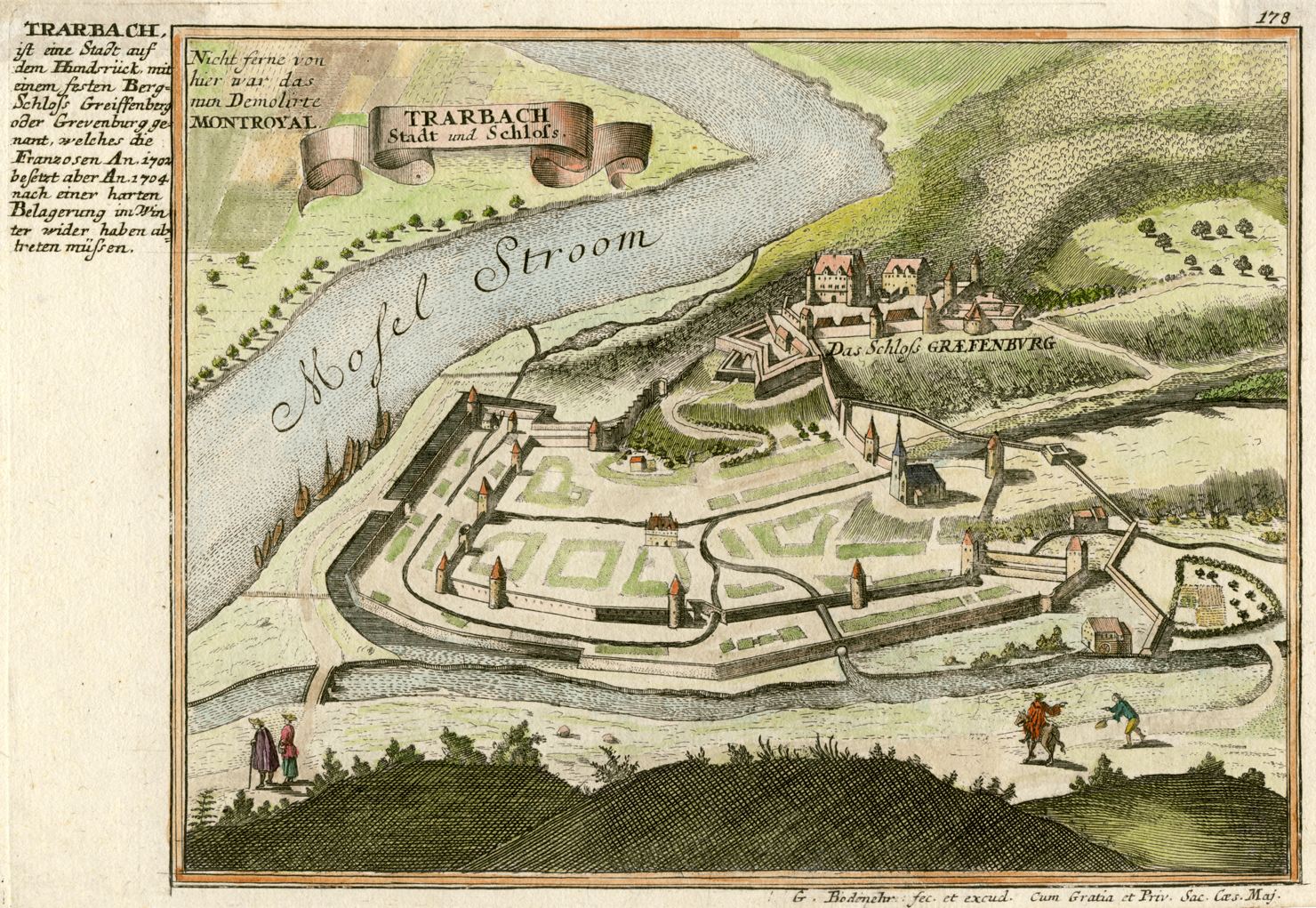
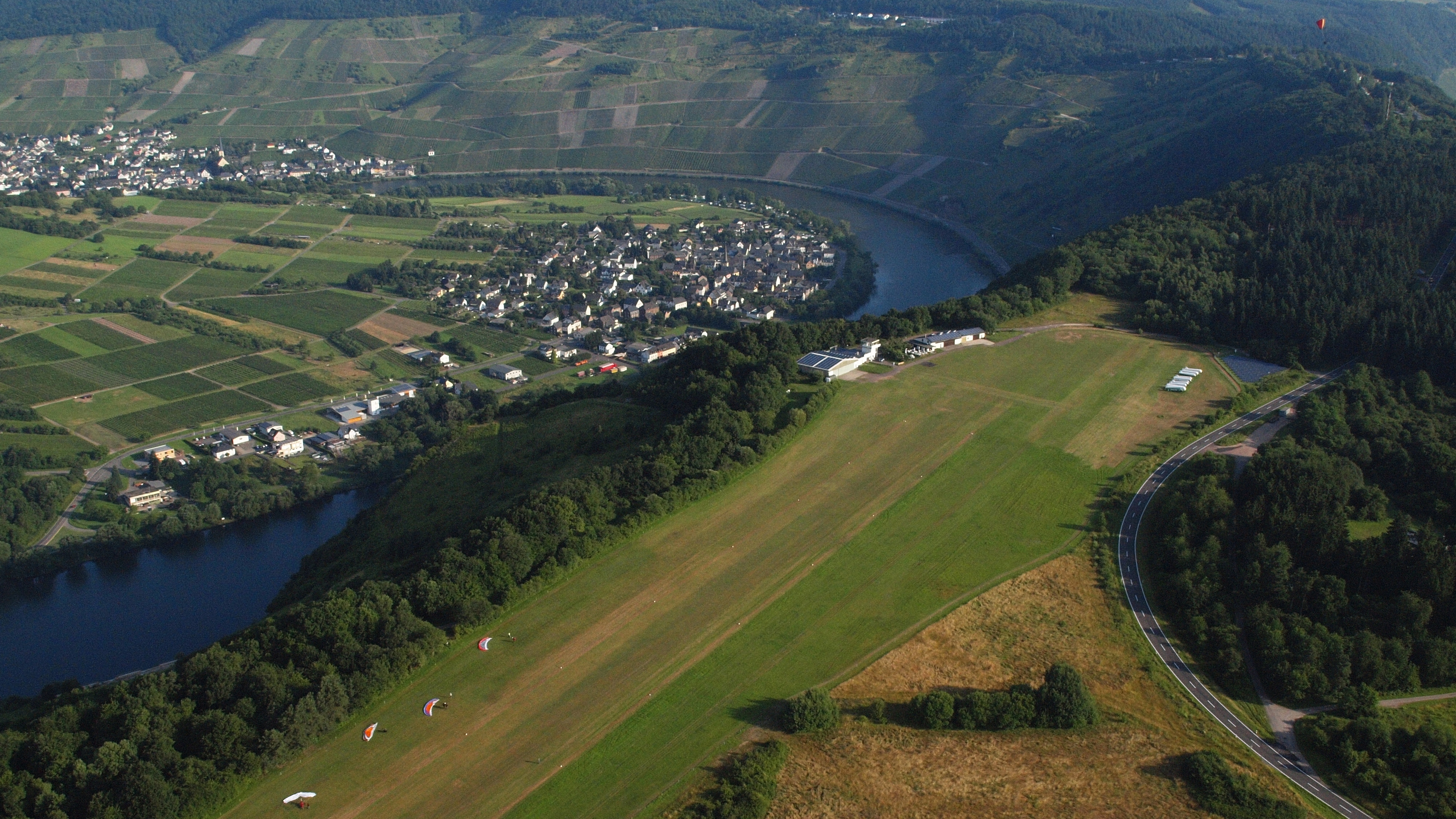
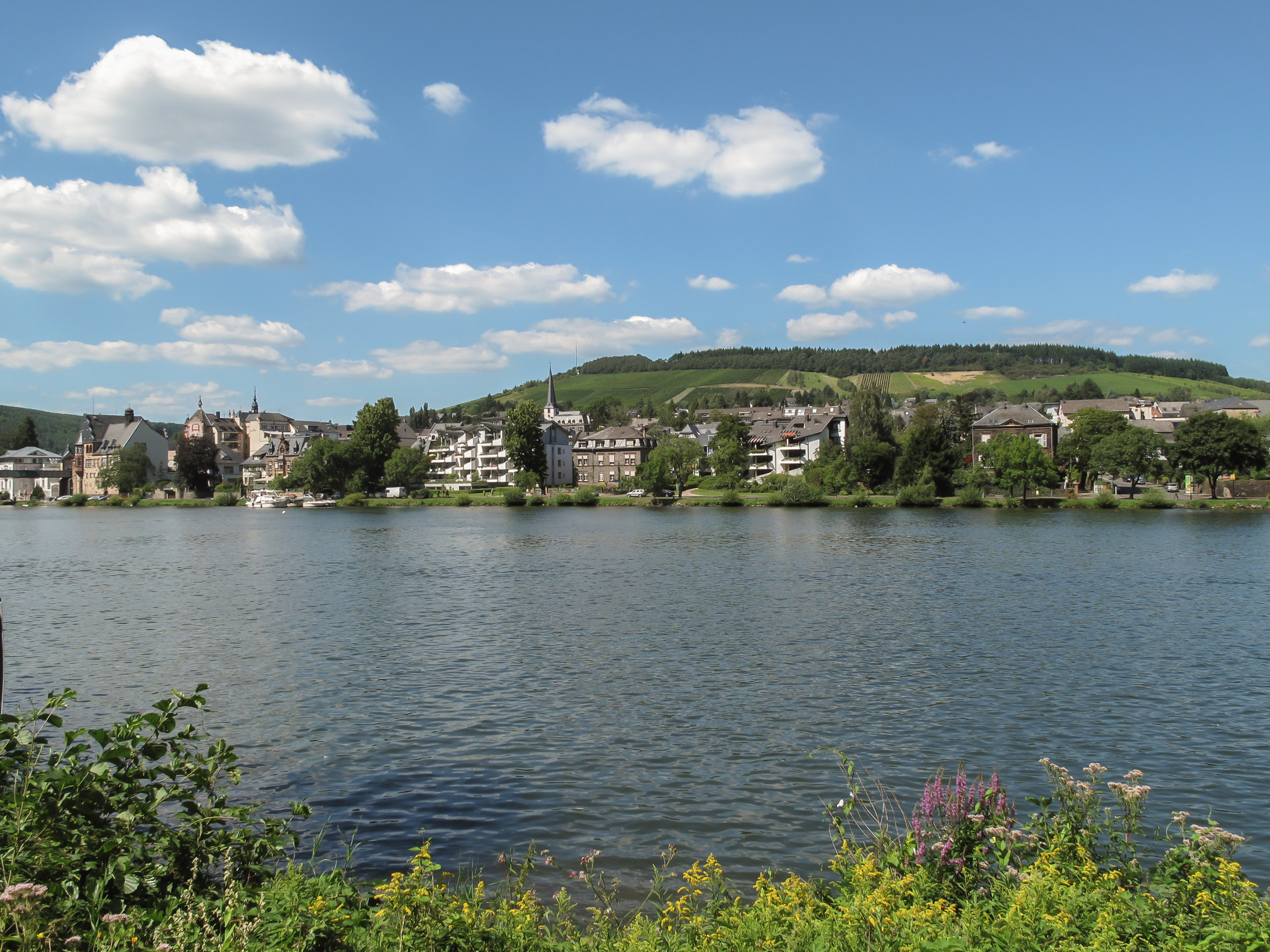